# New Noise Magazine
New Noise Magazine — американский музыкальный журнал, посвященный новостям, интервью, обзорам альбомов и андеграундной культуре. Он был основан в феврале 2013 года Лизой Рут, которая ранее была соучредителем и главным редактором таких изданий, как AMP, Loud Fast Rules! Magazine и Hails & Horns Magazine. Управляющий редактор журнала New Noise Magazine Аддисон Херрон-Уилер писал для Decibel, Exclaim!, Invisible Oranges, MetalSucks, Metal Rules, CVLT Nation, San Diego CityBeat, Westword, RVA Magazine, High Times, Culture Magazine и Bust, является главным редактором и совладельцем газеты Out Front. Музыкант Cheetah Chrome однажды вёл политическую колонку для журнала.
Печатный журнал выходит раз в два месяца, восемь выпусков в год; каждый выпуск предлагается в нескольких различных обложках (два или три варианта) и поставляется с гибким диском, содержащим эксклюзивный музыкальный контент. Первый печатный выпуск вышел в апреле 2013 года. Веб-сайт журнала New Noise Magazine был запущен ранее, 21 февраля 2013 года, и его освещение отличается от печатных выпусков.
Некоторые статьи журнала были процитированы в таких изданиях, как Chicago Tribune, Pittsburgh Post-Gazette, Star Tribune, The Arizona Republic, The Fresno Bee, The Kansas City Star, Missoula Independent, The Dispatch, Herald News, The Record, and The Rock Island Argus.